# Lékoumou
Lékoumou is een regio in het zuiden van Congo-Brazzaville. De regio heeft een oppervlakte van ruim 83.000 vierkante kilometer en had anno 2007 volgens berekening een kleine 21.000 inwoners. De hoofdstad van de regio Lékoumou is Sibiti.

## Grenzen
De regio Lékoumou grenst aan een buurland van de Republiek Congo:
- De provincie Haut-Ogooué van Gabon in het noorden.

En verder aan vier andere regio's van het land:
- Plateaux in het noordoosten.
- Pool ten zuidoosten.
- Bouenza ten zuiden.
- Niari in het westen.

## Districten
De regio is onderverdeeld in vijf districten:
- Bambama
- Komono
- Mayéyé

- Sibiti
- Zanaga

Bouenza · Cuvette · Brazzaville · Cuvette-Ouest · Kouilou · Lékoumou · Likouala · Niari · Plateaux · Pointe-Noire · Pool · Sangha